# Jevgenij Ivanovič Oljenin
Jevgenij Ivanovič Oljenin (rusko Евгений Иванович Оленин), ruski general, * 1774, † 1827.
Bil je eden izmed pomembnejših generalov, ki so se borili med Napoleonovo invazijo na Rusijo; posledično je bil njegov portret dodan v Vojaško galerijo Zimskega dvorca.

## Življenje
Leta 1778 je vstopil v konjeniški polk in 1. januarja 1793 je postal stotnik Harkovskega lahkega konjeniškega polka. Leta 1797 je bil premeščen v Smolenski mušketirski polk, kjer je bil 18. decembra naslednjega leta povišan v polkovnika. 
Leta 1794 je bil vpleten v boje proti Poljakom in leta 1799 je sodeloval v italijansko-švicarski kampanji. 20. decembra 1802 je bil premeščen nazaj v konjenico. 
Leta 1805 je sodeloval v bitki pri Austerlitzu. 13. novembra 1808 je bil s činom generalmajorja odpuščen iz vojaške službe zaradi bolezni. 
20. julija 1812 je bil aktiviran in dodeljen Smolenskemu rezervnemu korpusu. Med boji s Francozi je bil večkrat ranjen. 
24. februarja 1816 je bil dokončno upokojen.